# Christian Porter
Christian Porter, właśc. Charles Christian Porter (ur. 11 lipca 1970 w Perth) – australijski polityk, członek Liberalnej Partii Australii (LPA). W latach 2008–2012 poseł do Zgromadzenia Ustawodawczego Australii Zachodniej i jednocześnie członek rządu stanowego. Od 2013 poseł do federalnej Izby Reprezentantów, od września 2015 członek gabinetu Malcolma Turnbulla jako minister służb społecznych.

## Życiorys

### Pochodzenie i kariera zawodowa
Jego ojcem jest były lekkoatleta Charles „Chilla” Porter, srebrny medalista w skoku wzwyż z Letnich Igrzysk Olimpijskich 1956. Christian Porter z wykształcenia jest prawnikiem, absolwentem University of Western Australia oraz London School of Economics. W latach 1996–1999 prowadził prywatną praktykę prawniczą, następnie w latach 2002-2008 był prokuratorem w prokuraturze stanowej Australii Zachodniej. Dodatkowo w latach 2006-2008 prowadził zajęcia dla studentów na University of Western Australia.

### Kariera polityczna

#### Australia Zachodnia
W 2008 został wybrany do izby niższej Parlamentu Australii Zachodniej. Od razu trafił do rządu stanowego jako prokurator generalny i jednocześnie minister więziennictwa. W 2010 został przeniesiony na urząd stanowego ministra skarbu. W czerwcu 2012 ogłosił, iż zamierza przenieść się do polityki federalnej, w związku z czym zrezygnował z zasiadania w rządzie Australii Zachodniej. Członkiem parlamentu stanowego pozostał do marca 2013.

#### Polityka federalna
W 2013 został wybrany do federalnej Izby Reprezentantów jako kandydat LPA w okręgu wyborczym Pearce. W grudniu 2014 trafił do szerokiego składu rządu jako sekretarz parlamentarny w Departamencie Premiera i Gabinetu. We wrześniu 2015 nowy premier Malcolm Turnbull awansował go do składu gabinetu i powierzył mu tekę ministra służb społecznych.